# Afrosphinx occidens
Afrosphinx occidens är en fjärilsart som beskrevs av Clark 1927. Afrosphinx occidens ingår i släktet Afrosphinx och familjen svärmare. Inga underarter finns listade i Catalogue of Life.